# Chromadorina cervix
Chromadorina cervix är en rundmaskart som först beskrevs av Christian Wieser 1951.  Chromadorina cervix ingår i släktet Chromadorina och familjen Chromadoridae. Inga underarter finns listade i Catalogue of Life.